# Charzewice (Stalowa Wola)
Charzewice – osiedle w Stalowej Woli, w pobliżu Rozwadowa, nad rzeką San. Po I rozbiorze Polski w 1772 roku i następnych rozbiorach była w zaborze Monarchii Habsburgów. Za II RP w woј. lwowskim. W 1934 - 1939 w nowo utworzonej zbiorowej gminie Charzewice, gdzie utworzyły gromadę. Podczas II wojny światowej w gminie Charzewice w powiecie Dębica w dystrykcie krakowskim (Generalne Gubernatorstwo). W latach 1945–1972 siedziba  gromady Charzewice, w latach 1973–1977 miejscowość była ponownie siedzibą gminy Charzewice. Od 1 czerwca 1973 w woj. tarnobrzeskim. 1 września 1977 włączone do Stalowej Woli w związku ze zniesieniem gminy Charzewice.

## Historia
Dokumenty z roku 1614 wymieniają  wieś Charzewice jako współwłasność na niej: W. Brandwickiego, S. Charzewskiego, J. Komorowskiego, i A. Stroińskiego. Scalanie majętności rozpoczęła w połowie XVII wieku rodzina Piaseckich, a kontynuował je Gabriel Rozwadowski (żonaty z Elżbietą z Piaseckich).
Charzewice, przez ponad 200 lat, od pierwszej połowy XVIII wieku do zakończenia II wojny światowej, były własnością  rodową książąt Lubomirskich (linii rzeszowsko-rozwadowskiej). Pierwszym właścicielem w 1723 dóbr rozwadowsko-charzewickich, został Jerzy Ignacy Lubomirski (1687 – 1753) z Rzeszowa, który kupił majątek od Rozwadowskich.
Siedzibę rodową z Rzeszowa do Charzewic przeniósł Franciszek Grzegorz Lubomirski (1752 - 1812), który w 1786 roku na obrzeżach Charzewic, wybudował piętrowy obiekt - pałac - będący początkowo tylko centrum administracyjnym.
Kolejnym posiadaczem dóbr został syn, Jerzy Roman Lubomirski (1799–1865). Przebudował pałac w Charzewicach, odnowił i ozdobił jego wnętrza. Rozbudował też dwór, zaaranżował park w stylu romantycznym: z klombami kwiatów, rzeczką i stawem z wysepką. Do parku przylegały ogrody ze szklarniami, w których uprawiano nawet owoce południowe. Jerzy Roman poszerzał majątki skupując okoliczne dobra, aby w końcu ustanowić ordynację rozwadowską, mającą zawsze pozostawać w rękach męskich potomków Lubomirskich.
Po bezpotomnej śmierci Jerzego Romana spadkobiercą rodowych włości stał się jego brat Adam (Hieronim Karol) Lubomirski (1812 – 1873). Przeniósł się do Charzewic z dóbr  miżynieckich, którymi dotąd zawiadywał.
Po śmierci ojca dobra rozwadowskie odziedziczył Hieronim Adam Lubomirski (1844–1905), stając się pierwszym oficjalnym  ordynatem.
Drugim i ostatnim  ordynatem rozwadowskim majątku w Charzewicach, został po śmierci ojca  Jerzy Lubomirski (1882 – 1945).
Podczas II wojny światowej, Charzewice były w dystrykcie krakowskim (Generalne Gubernatorstwo). Majątek Lubomirskich przejęli Niemcy.
W Charzewicach znajduje się obecnie rozległy park, oraz kompleks zabudowań podworskich.

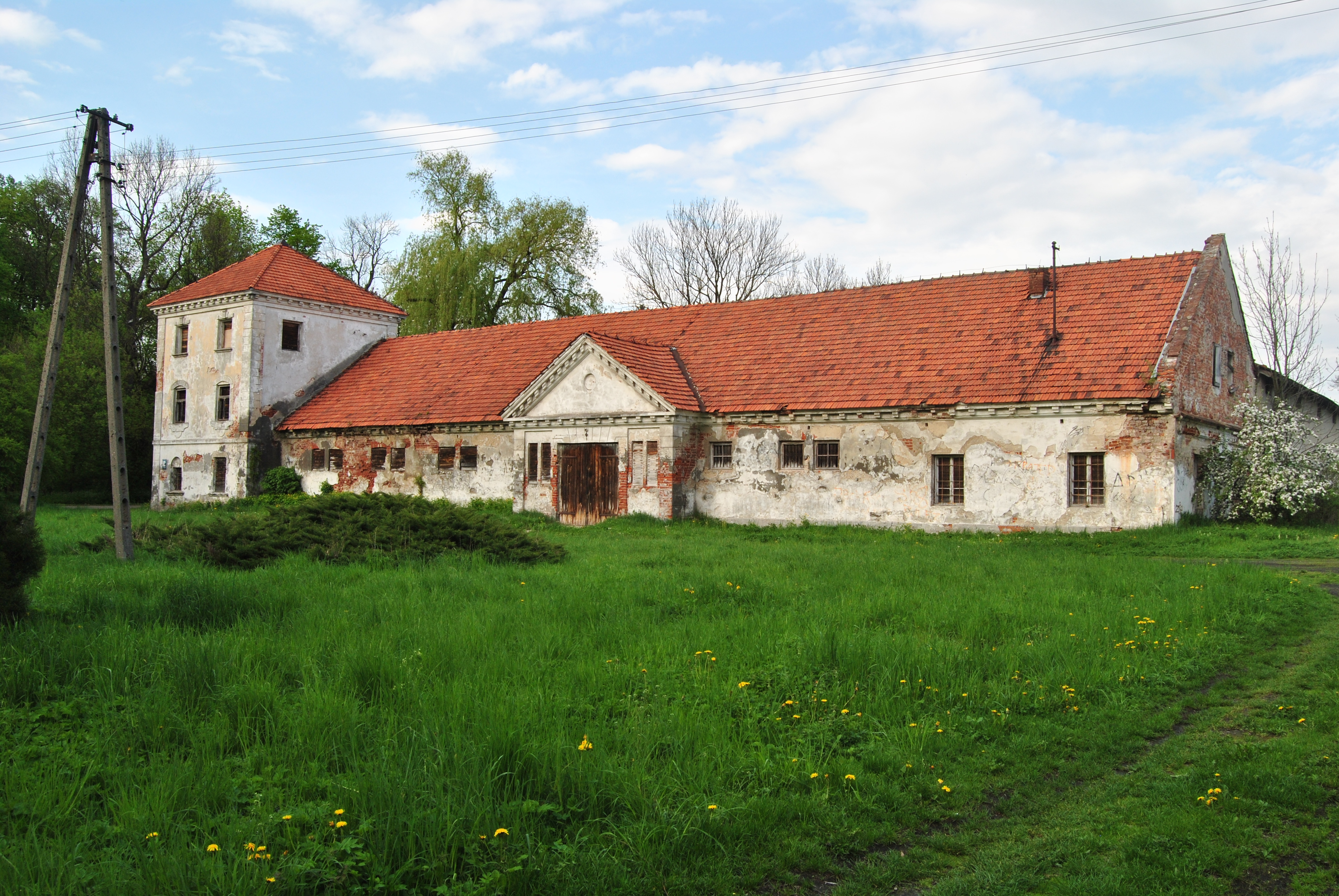
Oficyna dworska w parku.

## Wydarzenia
Pożar w roku 1736 zniszczył większość zabudowań wsi i drewniany kościół parafii Charzewice. W czerwcu 1882 r. w Rozwadowie wybuchł pożar, który zniszczył stronę zachodnią i północną miasta, całą ulicę Charzewską oraz połowę wsi Charzewice.
W okresie I wojny światowej, w wyniku pozycyjnych walk rosyjsko-austriackich nad Sanem, sama miejscowość jak i zabudowania majątku Lubomirskich zostały znacznie zniszczone, m.in. spalony został pałac, a sam majątek rozszabrowany przez wycofujące się wojska rosyjskie.
W październiku 1943 r. dowódca Kedywu Komendy Głównej Armii Krajowej gen. Emil August Fieldorf ps. „Nil” wydał rozkaz wykonania Akcji „F”. Celem akcji było wykonanie wyroku na niemieckim zarządcy majątku Lubomirskich, Martinie Fuldnerze, który zlecił mord na rodzinie Horodyńskich w Zbydniowie. Wyrok wykonano w dworku myśliwskim w Charzewicach. Emil August Fieldorf ps. „Nil” zlecił wykonanie Akcji „F” partyzantom ze Świętokrzyskiego Zgrupowania Partyzanckiego Jana Piwnika „Ponurego”, któremu towarzyszyli ocalali w mordzie bracia Andrzej i Zbigniew Horodyńscy wspomagani przez żołnierzy rozwadowskiej placówki AK „Wilcze Łyko” i oddziału dywersyjnego (NOW) Henryka Paterka ps. „Lew”. W akcji wykorzystano niemiecki mundur kapitana Luftwaffe zdobyty wcześniej w akcji w Rozwadowie na „Kokoszej Górce” przez ten sam oddział.
Po 1945 władze PRL przeprowadziły nacjonalizację majątku Lubomirskich. Do początku lat 90. XX w. funkcjonowało tu Państwowe Gospodarstwo Rolne oraz szkoła ogrodnicza w budynku dworu na terenie parku. W byłym pałacu w okresie powojennym od 1945 roku działało Miejskie Prywatne Gimnazjum Ogólnokształcące, które przekształcono w Państwową Szkołę Ogólnokształcącą. Następnie budynek użytkowało Państwowe Liceum Pedagogiczne, a później szkoła podstawowa w Charzewicach. Pałac, zabudowania gospodarcze i gospodarstwo rolne uległy w tym okresie znacznej dewastacji.